# Sabotage (televisieprogramma)
Sabotage was een Nederlands televisieprogramma dat werd uitgezonden door de commerciële zender  Net5 en geproduceerd wordt door de Nederlandse productiemaatschappij Talpa. Het programma draait om een spel, waarbij verschillende kandidaten moeten samenwerken om geld voor de kluis te verdienen. Een van de kandidaten is echter Saboteur, degene die het spel in het geheim saboteert. Niet alleen tijdens de spellen zelf, maar ook tijdens hun verblijf in hun luxevilla. Hiermee toonde dit programma enige gelijkenissen met het programma Wie is de Mol? dat door de AVROTROS wordt uitgezonden.

## Format
Tien bekende Nederlanders verblijven voor drie weken in een luxevilla in Thailand met alles erop en eraan. Ze worden ondertussen 24 uur per dag gevolgd door camera's en moeten gezamenlijke opdrachten uitvoeren om geld te verdienen voor hun gezamenlijke kluis. De kandidaten kunnen genieten van een welverdiende vakantie, maar kunnen ook onverwachts naar huis worden gestuurd. Een van de tien kandidaten is de saboteur en heeft de opdracht om de opdrachten te saboteren en het geld in zijn eigen kluis te stoppen. Het is aan de overige negen kandidaten de taak om de saboteur te ontmaskeren. Het is aan de kandidaten te taak om hun eigen kluis goed te spekken, maar ook de saboteur te vriend te houden.

### Ranking
In elke aflevering stelt elk deelnemer een top drie samen van mogelijke saboteurs. De kandidaten doen dat ieder voor zich in de speciaal daarvoor ingerichte "tempel". Deze zogenoemde ranking is tijdens de finale van groot belang. Wanneer een deelnemer de werkelijke saboteur op plaats 1 zet ontvangt de deelnemer 3 punten. Zet de deelnemer de saboteur op de tweede plaats worden er 2 punten verdiend. De derde plaats levert 1 punt op. Door middel van deze ranking verdienen de deelnemers tijdens de aflevering punten en dit puntentotaal bepaalt de uiteindelijke verdeling van het prijzengeld en wordt in de finale bekendgemaakt.

### Eliminaties
Per aflevering moet de saboteur één kandidaat wegsturen. Als de saboteur de indruk krijgt dat een kandidaat te dicht bij de waarheid zit kan de saboteur de kandidaat elimineren. Echter, de saboteur kan om verschillende redenen een kandidaat elimineren, bijvoorbeeld wanneer een kandidaat te veel geld in de groepskluis brengt of juist omdat de kandidaat de saboteur op de hielen zit. De saboteur nomineert hiervoor eerst drie kandidaten die via de telefoon te horen krijgen dat ze genomineerd zijn voor eliminatie. Degene die geëlimineerd wordt, ziet dit vanzelf op een poster die ergens is opgehangen. De kandidaten die genomineerd zijn krijgen hiervoor van tevoren via de telefoon een aanwijzing.

### Finale
Uiteindelijk blijven er tijdens de finale drie kandidaten over, namelijk de saboteur en twee kandidaten. Voor de finale worden de overige kandidaten verzameld, want het is tijd voor de laatste stemming om de ware identiteit van de saboteur te ontmaskeren. Ieder van de tien kandidaten wijst uit de drie overgebleven kandidaten één persoon aan die volgens hen de echte saboteur is. De finalist die op deze manier de meeste stemmen krijgt is door de groep aangewezen als de saboteur, terwijl de kans bestaat dat deze niet de saboteur is. Dit heeft echter gevolgen voor het prijzengeld, want er zijn twee mogelijkheden voor het verdelen van het prijzengeld:
1. De saboteur is ontmaskerd. De saboteur heeft tijdens de finale stemming de meeste stemmen gekregen en is dus door de groep ontdekt. Het geld dat in zijn sabotagekluis ligt, gaat terug naar de kluis van de groep. De groep mag vervolgens het geld verdelen op basis van hun persoonlijke top 3. Hoe vaker ze de Saboteur in hun top 3 hebben gezet, hoe groter hun aandeel uit de groepskluis, en ook op welke positie de saboteur in de top 3 stond heeft gevolgen voor de verdeling.
2. De saboteur is niet ontmaskerd. De saboteur heeft niet de meeste stemmen gekregen en is niet ontdekt. De saboteur heeft zijn werk gedaan en mag het al het geld uit zijn persoonlijke kluis houden.

Wanneer de saboteur niet wordt ontmaskerd, wordt het overige geld wel verdeeld tussen de overige kandidaten. De verdeling is hetzelfde wanneer de saboteur wel is ontmaskerd. Echter, de kandidaat die als saboteur is uitgeroepen deelt niet mee in het prijzengeld.

## Kandidaten
| Kandidaat           | Leeftijd | Bekend als           | Spel Status               | Verdiende geld |
| ------------------- | -------- | -------------------- | ------------------------- | -------------- |
| Edith Bosch         | 32       | Olympisch judoka     | SABOTEUR                  | €28.000        |
| Hero Brinkman       | 47       | Politicus            | Actief                    | €6.000         |
| Sylvia Geersen      | 27       | Model                | Actief                    | €0             |
| Liza Sips           | 22       | Actrice              | 7de geëlimineerd          | €8.000         |
| Manuel Broekman     | 26       | Acteur               | 6e geëlimineerd           | €0             |
| Rosalie van Breemen | 46       | Model en journaliste | 5e geëlimineerd           | €8.000         |
| Ben Saunders        | 29       | Zanger               | 4e geëlimineerd           | €0             |
| Inge de Bruijn      | 39       | Olympisch zwemster   | Als 2e en 3e geëlimineerd | €0             |
| Jeffrey Wammes      | 25       | Turner               | Als 2e en 3e geëlimineerd | €0             |
| Lange Frans         | 31       | Rapper               | 1e geëlimineerd           | €0             |

## Kijkcijfers
| Aflevering    | Datum         | Kijkcijfers | Marktaandeel |
| ------------- | ------------- | ----------- | ------------ |
| Aflevering 1  | 7 april 2013  | 339.000     | 4,8          |
| Aflevering 2  | 14 april 2013 | 199.000     | 2,8          |
| Aflevering 3  | 21 april 2013 | 224.000     | 3,0          |
| Aflevering 4  | 28 april 2013 | 158.000     | 2,2          |
| Aflevering 5  | 5 mei 2013    | 126.000     | 2,0          |
| Aflevering 6  | 12 mei 2013   | 149.000     | 2,1          |
| Aflevering 7  | 19 mei 2013   | 160.000     | 2,6          |
| Aflevering 8  | 26 mei 2013   | 228.000     | 3,2          |
| Aflevering 9  | 2 juni 2013   | 181.000     | 2,8          |
| Aflevering 10 | 2 juni 2013   | 198.000     | 3,0          |